# Patrik Blahút
Patrik Blahút (Voznica, 7 ottobre 1997) è un calciatore slovacco, centrocampista del Slovácko.

## Carriera
Cresciuto nel settore giovanile del Pohronie, ha esordito in prima squadra il 15 settembre 2015 disputando l'incontro di 2. Liga perso 2-1 contro il Sereď. Nella stagione 2019-2020, dopo la vittoria del campionato dell'anno precedente, ha esordito nella massima serie slovacca.

## Statistiche

### Presenze e reti nei club
Statistiche aggiornate al 5 ottobre 2021.
| Stagione        | Squadra         | Campionato      | Campionato | Campionato | Coppe nazionali | Coppe nazionali | Coppe nazionali | Coppe continentali | Coppe continentali | Coppe continentali | Altre coppe | Altre coppe | Altre coppe | Totale | Totale |
| Stagione        | Squadra         | Comp            | Pres       | Reti       | Comp            | Pres            | Reti            | Comp               | Pres               | Reti               | Comp        | Pres        | Reti        | Pres   | Reti   |
| --------------- | --------------- | --------------- | ---------- | ---------- | --------------- | --------------- | --------------- | ------------------ | ------------------ | ------------------ | ----------- | ----------- | ----------- | ------ | ------ |
| 2015-2016       | Pohronie        | 2L              | 17         | 0          | CS              | 0               | 0               |                    | -                  | -                  |             | -           | -           | 17     | 0      |
| 2016-2017       | Pohronie        | 2L              | 26         | 6          | CS              | 1               | 0               |                    | -                  | -                  |             | -           | -           | 27     | 6      |
| 2017-2018       | Pohronie        | 2L              | 27         | 4          | CS              | 1               | 0               |                    | -                  | -                  |             | -           | -           | 28     | 4      |
| 2018-2019       | Pohronie        | 2L              | 27         | 3          | CS              | 2               | 3               |                    | -                  | -                  |             | -           | -           | 29     | 6      |
| 2019-2020       | Pohronie        | SL              | 26         | 0          | CS              | 3               | 3               |                    | -                  | -                  |             | -           | -           | 29     | 3      |
| 2020-2021       | Pohronie        | SL              | 32         | 4          | CS              | 2               | 1               |                    | -                  | -                  |             | -           | -           | 34     | 5      |
| 2021-2022       | Pohronie        | SL              | 10         | 0          | CS              | 0               | 0               |                    | -                  | -                  |             | -           | -           | 10     | 0      |
| Totale carriera | Totale carriera | Totale carriera | 165        | 17         |                 | 9               | 7               |                    | -                  | -                  |             | -           | -           | 174    | 24     |

## Palmarès

### Club

#### Competizioni nazionali
- Campionato slovacco di seconda divisione: 1

Pohronie: 2018-2019